# 野沢村 (青森県三戸郡)
野沢村（のざわむら）は、かつて青森県三戸郡にあった村。

## 沿革
- 1889年（明治22年）4月1日 - 町村制施行により三戸郡西越村、手倉橋村が合併し、野沢村が発足。
- 1955年（昭和30年）7月29日 - 大字手倉橋が三戸郡五戸町に編入され、残りの村域は三戸郡戸来村と合併して新郷村となり消滅。